# Persone di cognome Donati
| Questa pagina contiene informazioni ricavate automaticamente dalle voci biografiche con l'ausilio del template Bio e di un bot. L'aggiornamento è periodico e automatico e ricostruisce completamente la pagina. Se manca una persona in questa lista, sei pregato di non aggiungerla, ma accertati piuttosto che la sua voce biografica contenga il template Bio e che i dati anagrafici siano correttamente compilati. Se il template Bio manca, inseriscilo tu stesso o, in alternativa, metti l'avviso {{tmp\|Bio}} che ne segnala la mancanza. Se i dati riportati sono sbagliati, correggi direttamente la voce biografica; le modifiche saranno visibili in questa lista entro pochi giorni. Per chiarimenti vedi il progetto antroponimi. La lista contiene solo le 86 persone che sono citate nell'enciclopedia e per le quali è stato implementato correttamente il template Bio. Pagina aggiornata al 7 ago 2025. |

Questa è una lista di persone presenti nell'enciclopedia che hanno il cognome Donati, suddivise per attività principale.

## Allenatori di atletica leggera(1)
- Sandro Donati, allenatore di atletica leggera italiano (Monte Porzio Catone, n. 1947)

## Allenatori di calcio(4)
- Cornelio Donati, allenatore di calcio e ex calciatore italiano (Darzo, n. 1958)
- Ettore Donati, allenatore di calcio e ex calciatore italiano (Peccioli, n. 1955)
- Ferdinando Donati, allenatore di calcio e calciatore italiano (Peccioli, n. 1949 - Peccioli, † 2014)
- Massimo Donati, allenatore di calcio e ex calciatore italiano (San Vito al Tagliamento, n. 1981)

## Allenatori di tennis(1)
- Matteo Donati, allenatore di tennis e ex tennista italiano (Alessandria, n. 1995)

## Architetti(1)
- Carlo Alberto Donati, architetto e ingegnere svizzero (Astano, n. 1790 - Spoleto, † 1825)

## Astronomi(1)
- Sauro Donati, astronomo italiano (n. 1959)

## Attiviste(1)
- Ines Donati, attivista italiana (San Severino Marche, n. 1900 - Matelica, † 1924)

## Attrici(1)
- Maria Donati, attrice italiana (Roma, n. 1898 - Città del Messico, † 1966)

## Avvocati(2)
- Augusto Donati, avvocato italiano (Modena, n. 1851 - Milano, † 1903)
- Carlo Donati, avvocato e politico italiano (Lonigo, n. 1859 - Lonigo, † 1908)

## Banchieri(4)
- Angelo Donati, banchiere e filantropo italiano (Modena, n. 1885 - Parigi, † 1960)
- Angelo Donati, banchiere e patriota italiano (Modena, n. 1847 - Milano, † 1897)
- Lazzaro Donati, banchiere italiano (Modena, n. 1845 - Milano, † 1932)
- Lazzaro Donati, banchiere italiano (Modena, n. 1873 - Milano, † 1918)

## Batteristi(1)
- Virgil Donati, batterista australiano (Melbourne, n. 1958)

## Botanici(1)
- Davide Donati, botanico e esploratore italiano (Bologna, n. 1975)

## Calciatori(4)
- Aldo Donati, calciatore italiano (Budrio, n. 1910 - Roma, † 1984)
- Donato Donati, calciatore italiano (Romentino, n. 1913)
- Giulio Donati, calciatore italiano (Pietrasanta, n. 1990)
- Spartaco Donati, ex calciatore italiano (Fucecchio, n. 1928)

## Cantanti(1)
- Tosca, cantante e attrice italiana (Roma, n. 1967)

## Cantautori(1)
- Aldo Donati, cantautore, attore e personaggio televisivo italiano (Roma, n. 1947 - Roma, † 2014)

## Chirurghi(2)
- Mario Donati, chirurgo italiano (Modena, n. 1879 - Milano, † 1946)
- Mazzingo Donati, chirurgo e ematologo italiano (Firenze, n. 1912 - Sambuca Val di Pesa, † 1999)

## Ciclisti su strada(1)
- Massimo Donati, ex ciclista su strada italiano (Santa Maria a Monte, n. 1967)

## Compositori(2)
- Ignazio Donati, compositore italiano (Milano, † 1638)
- Pino Donati, compositore italiano (Verona, n. 1907 - Roma, † 1975)

## Direttori di coro(1)
- Lorenzo Donati, direttore di coro e compositore italiano (Arezzo, n. 1972)

## Dirigenti sportivi(1)
- Alessandro Donati, dirigente sportivo e ex ciclista su strada italiano (Atri, n. 1979)

## Doppiatrici(1)
- Gemma Donati, doppiatrice e direttrice del doppiaggio italiana (Roma, n. 1985)

## Filosofi(1)
- Benvenuto Donati, filosofo italiano (Modena, n. 1883 - Modena, † 1950)

## Fisici(1)
- Luigi Donati, fisico e matematico italiano (Fossombrone, n. 1846 - Bologna, † 1932)

## Generali(1)
- Giorgio Donati, generale italiano (Moncalieri, n. 1924 - Verona, † 2020)

## Gesuiti(1)
- Alessandro Donati, gesuita, poeta e filologo italiano (Siena, n. 1584 - Roma, † 1640)

## Ginnasti(1)
- Davide Donati, ginnasta italiano (Vimercate, n. 1994)

## Giornalisti(1)
- Giuseppe Donati, giornalista e politico italiano (Granarolo Faentino, n. 1889 - Parigi, † 1931)

## Giuristi(1)
- Donato Donati, giurista italiano (Modena, n. 1880 - Modena, † 1946)

## Hockeisti su ghiaccio(1)
- Gianni Donati, ex hockeista su ghiaccio svizzero (Obervaz, n. 1989)

## Imprenditori(1)
- Nino Donati, imprenditore e dirigente d'azienda italiano (Modena, n. 1889 - Firenze, † 1965)

## Insegnanti(1)
- Italia Donati, insegnante italiana (Cintolese, n. 1863 - Porciano, † 1886)

## Intagliatori(1)
- Lorenzo Donati, intagliatore e architetto italiano (Siena)

## Lottatori(1)
- Aleardo Donati, lottatore italiano (Bentivoglio, n. 1904 - Bologna, † 1990)

## Matematici(1)
- Giovanni Battista Donati, matematico e astronomo italiano (Pisa, n. 1826 - Firenze, † 1873)

## Medici(1)
- Vitaliano Donati, medico, archeologo e botanico italiano (Padova, n. 1717 - Oceano Indiano, † 1762)

## Mercanti(1)
- Donato Donati, mercante e banchiere italiano (n. 1550 - Modena, † 1631)

## Militari(2)
- Corso Donati, militare e politico italiano (Firenze - Firenze, † 1308)
- Renato Donati, militare e aviatore italiano (Forlì, n. 1894 - † 1980)

## Musicisti(2)
- Durmast, musicista italiano (Senigallia, n. 1988)
- Giuseppe Donati, musicista italiano (Budrio, n. 1836 - Milano, † 1925)

## Nobildonne(2)
- Gualdrada Donati, nobildonna italiana
- Piccarda Donati, nobildonna e religiosa italiana (Firenze - Firenze)

## Nobili(3)
- Lucrezia Donati, nobile italiana (Firenze - Firenze, † 1501)
- Manetto Donati, nobile e politico italiano (Firenze - Firenze)
- Sinibaldo Donati, nobile e politico italiano

## Nuotatrici(1)
- Elena Donati, ex nuotatrice italiana (Brescia, n. 1974)

## Organisti(1)
- Guido Donati, organista e compositore italiano (Mozzo, n. 1949)

## Pittori(4)
- Carlo Donati, pittore italiano (Verona, n. 1874 - Verona, † 1949)
- Enrico Donati, pittore statunitense (Milano, n. 1909 - New York, † 2008)
- Gino Donati, pittore italiano (Porto Mantovano, n. 1910 - Mantova, † 1994)
- Giovanni Paolo Donati, pittore italiano (L'Aquila)

## Poeti(1)
- Forese Donati, poeta italiano (Firenze - Firenze, † 1296)

## Politiche(1)
- Anna Donati, politica italiana (Faenza, n. 1959)

## Politici(7)
- Albino Donati, politico italiano (Bagnolo Mella, n. 1902 - Brescia, † 1972)
- Antigono Donati, politico italiano (Roma, n. 1910 - Roma, † 2002)
- Cianfa Donati, politico italiano
- Guglielmo Donati, politico italiano (Faenza, n. 1909 - † 1971)
- Marco Donati, politico italiano (Arezzo, n. 1980)
- Pietro Donati, politico italiano (Crema, n. 1812 - Crema, † 1883)
- Pio Donati, politico e avvocato italiano (Modena, n. 1881 - Bruxelles, † 1927)

## Produttori cinematografici(1)
- Ermanno Donati, produttore cinematografico italiano (Roma, n. 1920 - Londra, † 1979)

## Religiose(1)
- Maria Anna Donati, religiosa italiana (Marradi, n. 1848 - Firenze, † 1925)

## Religiosi(1)
- Francesco Donati, religioso, poeta e critico letterario italiano (Seravezza, n. 1821 - Seravezza, † 1877)

## Sceneggiatori(1)
- Sergio Donati, sceneggiatore e scrittore italiano (Roma, n. 1933 - Mentana, † 2024)

## Scenografi(1)
- Danilo Donati, scenografo, costumista e scrittore italiano (Luzzara, n. 1926 - Roma, † 2001)

## Scrittori(2)
- Cesare Donati, scrittore e giornalista italiano (Lugo, n. 1826 - Roma, † 1913)
- Ugo Donati, scrittore e giornalista svizzero (Monteggio, n. 1891 - Lugano, † 1967)

## Sociologi(1)
- Pierpaolo Donati, sociologo e filosofo italiano (Budrio, n. 1946)

## Storici(1)
- Claudio Donati, storico italiano (Trento, n. 1950 - Milano, † 2008)

## Velocisti(2)
- Massimiliano Donati, velocista italiano (Rieti, n. 1979)
- Roberto Donati, velocista italiano (Rieti, n. 1983)

## Vescovi cattolici(1)
- Sigismondo Donati, vescovo cattolico e diplomatico italiano (Correggio, n. 1552 - Ascoli Piceno, † 1641)

## Senza attività specificata(3)
- Buoso Donati, italiano
- Buoso Donati il Vecchio, italiano
- Gemma Donati, italiana (Firenze, n. 1267 - Firenze)